# Бадди Роджерс
Герман Густав Роде-младший (англ. Herman Gustav Rohde Jr., 20 февраля 1921, Камден, Нью-Джерси, США — 26 июня 1992, Форт-Лодердейл, Флорида, США) — американский рестлер, наиболее известный по выступлениям под именем «Дитя природы» Бадди Роджерс (англ. "Nature Boy" Buddy Rodgers).
Одна из самых больших звезд рестлинга на заре телевидения. Его выступления оказали влияние на будущих рестлеров, в том числе на Рика Флэра, который использовал прозвище Роджерса, а также его внешний вид, поведение и завершающий прием — «Захват четвёрка».
Роджерс был тринадцатикратным чемпионом мира, в частности, выигрывал высший титул чемпиона как в NWA, так и в WWWF (известной сегодня как WWE), где является первым в истории чемпионом WWWF. Он является одним из трех человек в истории, владевших обоими этими титулами, наряду с Риком Флэром и Эй Джей Стайлзом.
Член залов славы WWE (1994), NWA (2010), WON (1996) и рестлинга (2002).

## Ранняя жизнь
Роджерс был сыном Германа Густава Роде-старшего и Фриды Штех, немецких иммигрантов. Он был атлетически сложен и в девять лет занялся борьбой в местной YMCA, затем вступил в Камденскую лигу борьбы YMCA и выиграл чемпионат в тяжелом весе. Он служил в ВМС США во время Второй мировой войны. Роджерс также преуспел в футболе, боксе, легкой атлетике и плавании, выиграв чемпионат YMCA по плаванию на три мили в 1937 году. В 17 лет Роджерс поступил на работу в цирк братьев Дейл в качестве борца. Позже он работал на судоверфи и стал офицером полиции.

## Смерть
В начале 1992 года здоровье Роджерса ухудшилось. Он сломал руку и перенес три инсульта, два из которых случились в один день. По его собственной просьбе он не был помещен в систему жизнеобеспечения и умер 26 июня 1992 года в возрасте 71 года. По другим данным, его смерть наступила в результате сердечного приступа. До этого он упал в супермаркете и впоследствии перенес операцию по шунтированию сердца.

## Наследие
Лу Тесз, давний коллега и частый противник Роджерса, описал раннее влияние Роджерса в своих мемуарах «Хукер»:
Роджерс запомнился и фанатам, и исполнителям как одна из главных звезд всех времен, но, вероятно, не всем известно, насколько он был влиятелен... Он ворвался в бизнес где-то в 1941 году как персонаж героического типа, не имея ничего, кроме хорошего тела и природной харизмы на ринге — что, в общем-то, неплохое начало — и он стал популярным почти с самого начала. У него было что-то неопределимое, на что реагировали фанаты, и он был достаточно проницателен, чтобы развивать то, что у него было, обращая внимание на то, что вызывало реакцию фанатов. То, что развивалось в течение нескольких лет, было «Дитя природы», прототипом наглого, дерзкого, ухмыляющегося, высокомерного злодея-блондина, который сегодня является почти устаревшим клише в рестлинге. Роджерс придумал этот персонаж, и я считаю, что он сделал это лучше, чем кто бы то ни было.
Тесз продолжил:
Он также был одним из первых, кто стал часто использовать боди-слэмы, дроп-кики, пайлдрайверы, рикошеты от канатов в соперника, приёмы, которые сегодня являются обычным делом. Все эти приёмы использовались и до появления Роджерса, но применялись редко; большая часть борьбы до появления Роджерса велась на мате. Роджерс первым начал использовать эти приёмы в большом количестве, оставаясь вне мата, и этот стиль был настолько популярен среди фанатов, что другие борцы, включая меня, последовали его примеру.
Еще одним вкладом Роджерса в современный рестлинг стал его напыщенный стиль интервью. Рестлеры могли говорить и беседовать с интервьюерами, но Роджерс хвастался и бахвалился тем, как он велик и как жалки его противники. После завоевания титула чемпиона мира NWA в тяжелом весе у Пэта О’Коннора в Чикаго в 1961 году Роджерс принял пояс, а затем взял микрофон и крикнул: «С более милым парнем это не могло случиться!». Такой напыщенный стиль пришелся по вкусу болельщикам, и с тех пор его придерживаются.
По словам Тесза, Роджерс, хотя и признавался отличным рестлером и превосходным шоуменом, был манипулятивным интриганом за кулисами и любил говорить в приватной беседе: «Трахни своих друзей и будь добр к своим врагам, чтобы твои враги стали твоими друзьями, и тогда ты сможешь трахнуть и их». С возрастом, однако, Роджерс смягчился и стал очень уважаемым ветераном и представителем рестлинга. У Роджерса был один из самых продолжительных периодов постоянных выступлений среди всех главных действующих лиц (15 лет) и способность успешно выступать на нескольких различных территориях. В 1994 году он был посмертно введен в Зал славы World Wrestling Federation в 1994 году.